# 奥热瓦勒
奥热瓦勒（法語：Orgeval，法語發音：[ɔʁʒəval]）是法国中北部法兰西岛大区伊夫林省的一个市镇，属于圣日耳曼昂莱区。 

## 地理
奥热瓦勒（48°55'14"N, 1°58'33"E）面积15.33 平方千米，位于法国法蘭西島大區伊夫林省，该省份为法国北部内陆省份，北起瓦兹河谷省，西接厄尔省，西南接厄尔-卢瓦省，东南接埃松省，东临上塞纳省。
与奥热瓦勒接壤的市镇（或旧市镇、城区）包括：莱萨吕埃勒鲁瓦、克雷皮耶尔、弗什罗勒、梅当、莫兰维利耶、普瓦西、塞纳河畔维莱讷。

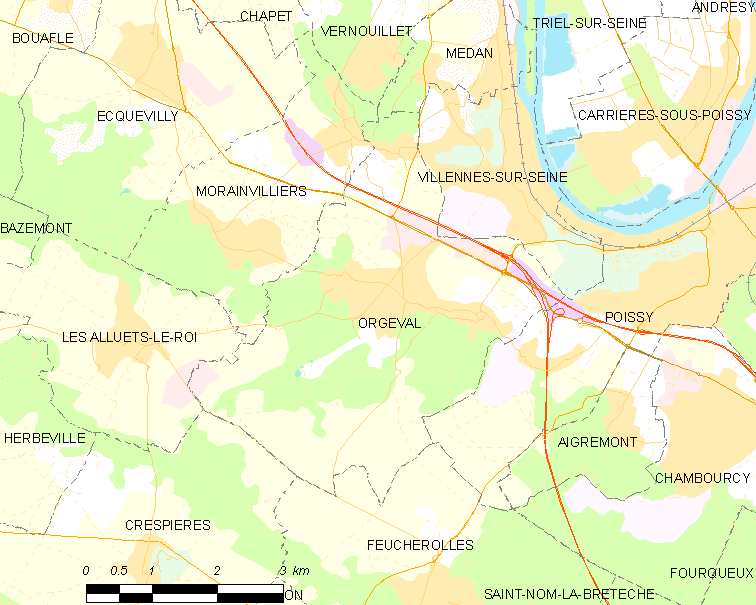
奥热瓦勒的OSM定位图

奥热瓦勒的时区为UTC+01:00、UTC+02:00（夏令时）。

## 行政
奥热瓦勒的邮政编码为78630，INSEE市镇编码为78466。

## 政治
奥热瓦勒所属的省级选区为塞纳河畔维尔讷伊县。

## 人口

1962-2008年间奥热瓦勒人口变化图示

奥热瓦勒于2022年1月1日时的人口数量为7092人。